# Denis Braccini
Denis Braccini est un acteur français.

## Biographie
Au cinéma, Denis Braccini alterne les films policiers (de Luc Besson, Florent-Emilio Siri, Bob Swaim...) et les films d'auteur (Christine Carrière, Laurent Tuel).
À la télévision, il participe à de nombreuses séries et incarne notamment le commandant Thomas Quilichini aux côtés d'Hélène Fillières dans Mafiosa sur Canal+ de 2010 à 2014.

## Filmographie

### Acteur

#### Cinéma
- 2023 : Inestimable d'Éric Fraticelli : le curé
- 2023 : Le Clan d'Éric Fraticelli : Fred
- 2021 : Permis de construire: Bertrand, un gendarme
- 2014 : Colt 45 de Fabrice du Welz : Nicolaï
- 2013 : Douce nuit de Stéphane Bouquet, court-métrage
- 2011 : Forces spéciales de Stéphane Rybojad : Criminel de guerre serbe
- 2010 : L'Immortel de Richard Berry : Le Boumian
- 2010 : Gauche droite de Stéphane Bouquet, court-métrage : Le coach
- 2009 : Banlieue 13 : Ultimatum de Patrick Alessandrin : Homme de main
- 2008 : Le Transporteur 3 d'Olivier Megaton : Officier
- 2007 : Sans arme, ni haine, ni violence de Jean-Paul Rouve : Le truand
- 2007 : Darling de Christine Carrière : Le médecin du travail
- 2006 : Jean-Philippe de Laurent Tuel : Jean-Paul
- 2004 : Nos amis les flics  de Bob Swaim : Le patron du Mistral
- 2003 : Lovely Rita, sainte patronne des cas désespérés de Stéphane Clavier : Hervé Baldini
- 2003 : Bloody Pizza de Michel Rodas, court-métrage
- 2002 : La Vie promise d'Olivier Dahan : Policier en civil
- 2002 : Peau d'Ange de Vincent Pérez
- 2002 : La Mémoire dans la peau de Doug Liman : Picot
- 2002 : Nid de guêpes de Florent-Emilio Siri : Le pompier
- 2001 : Yamakasi d'Ariel Zeitoun
- 1999 : Qui plume la lune ? de Christine Carrière : Le prof de gym
- 1999 : Le Derrière de Valérie Lemercier : Le cuirman du Victory
- 1998 : Bimboland d'Ariel Zeitoun : Videur boite de nuit
- 1998 : J'aimerais pas crever un dimanche de Didier Le Pêcheur : Le patron de la pizzeria
- 1998 : Taxi de Luc Besson : Chef Pompier
- 1997 : K d'Alexandre Arcady : Policiers hôpital
- 1997 : Bouge ! de Jérôme Cornuau : Vigile
- 1997 : Didier d'Alain Chabat : Le type parc public
- 1995 : Le videur  de Christophe Jacrot, court-métrage

#### Télévision
- 2022 : Le Saut du diable 2 : le Sentier des loups de Julien Seri : Antoine Vilar
- 2021 : Le Saut du diable : Antoine Vilar
- 2016 : Meurtres à La Ciotat de Dominique Ladoge
- 2015 : Meurtres à l'île d'Yeu de François Guérin  : Thierry Mallard
- 2013 :  Crossing Lines, série télévisée : Jacques
- 2012 :  Fais pas ci, fais pas ça, saison 5 épisode 2, série télévisée : le "malabar"
- 2011 :  Un flic, série télévisée
- 2010-2014 : Mafiosa, le clan, saisons 3 à 5 : Commandant Thomas Quilichini
- 2010 : Marion Mazzano, série télévisée
- 2010 :  La Cour des grands, série télévisée
- 2010 :  Mes amis, mes amours, mes emmerdes..., série télévisée
- 2009 :  Aveugle, mais pas trop de Charlotte Brandström
- 2009 :  L'École du pouvoir de Raoul Peck
- 2008 :  RIS police scientifique, série télévisée
- 2008 :  Elles et Moi de Bernard Stora
- 2008 :  Femmes de loi, série télévisée
- 2007 :  Sauveur Giordano, série télévisée
- 2007 :  Fais pas ci, fais pas ça, saison 1 épisode 4, série télévisée : le "en mal face à un Porshe"
- 2007 :  Sur le fil, série télévisée
- 2007 :  Diana : À la recherche de la vérité de John Strickland : Henri Paul
- 2006 :  L'État de Grace, série télévisée
- 2004 :  Père et Maire, série télévisée
- 2004 :  Boulevard du palais, saison 6 episode 2 : Beaunoir
- 2004 :  B.R.I.G.A.D., série télévisée
- 2004 :  La Nourrice de Renaud Bertrand
- 2004 :  Les Cordier, juge et flic, série télévisée
- 2001 :  Avocats et Associés, série télévisée
- 1999 :   Tramontane, série télévisée : Maury

### Scénariste
- 2005 : La Jeune femme qui lisait des romans d'amour de Régis Mardon, court-métrage
- 2019 : D'un monde à l'autre, téléfilm de Didier Bivel, co-écrit avec Nicolas Pleskok

## Théâtre
- 2017 : Le Clan de et mes d'Éric Fraticelli - Théâtre de Paris
- 1997 : Attentif ensemble de François Rivière, mes Daniel Lucarini[1]
- 1995 : Turcaret ou le Financier d'Alain-René Lesage, mes Eric Fauveau - Théâtre Montmartre-Galabru
- 1994 : Cinq minutes pas plus de et mes Jean-Christophe Barc
- 1993-1994 : Woyzeck de Georg Büchner, mes Jean-Pierre Vincent - Théâtre de Nîmes,  Théâtre du Rond-Point[2]